# Diphenylbleidichlorid
Diphenylbleidichlorid ist eine chemische Verbindung aus der Gruppe der bleiorganischen Verbindungen.

## Gewinnung und Darstellung
Diphenylbleidichlorid lässt sich aus Tetraphenylblei z. B. durch Umsetzung mit alkoholischer Chlorwasserstoff-Lösung herstellen. Dabei werden die Phenylgruppen unter Abspaltung von Benzol  sukzessive durch Chloridliganden ersetzt. Als Zwischenstufe entsteht zunächst Triphenylbleichlorid:
{\displaystyle \mathrm {Pb(C_{6}H_{5})_{4}+\ HCl\ {\xrightarrow[{Ethanol}]{}}\ Pb(C_{6}H_{5})_{3}Cl+\ C_{6}H_{6}} }
{\displaystyle \mathrm {Pb(C_{6}H_{5})_{3}Cl+\ HCl\ {\xrightarrow[{Ethanol}]{}}\ Pb(C_{6}H_{5})_{2}Cl_{2}+\ C_{6}H_{6}} }
Eine andere Möglichkeit zur Herstellung von Diphenylbleidichlorid ist die Umsetzung von Tetraphenylblei  mit Thionylchlorid:
{\displaystyle \mathrm {Pb(C_{6}H_{5})_{4}+\ SOCl_{2}\ {\xrightarrow[{Ethanol}]{}}\ Pb(C_{6}H_{5})_{3}Cl+\ SO(C_{6}H_{6})_{2}} }

## Eigenschaften
Diphenylbleidichlorid hat einen Flammpunkt von 172,9 °C und zersetzt sich bei 250 °C.

## Verwendung
Wie andere bleiorganische Verbindungen, z. B. Tetraphenylblei, wurde auch Diphenylbleidichlorid als Abwehrstoff für Nagetiere, insbesondere für Saatgut, 1970 zum Patent angemeldet.

## Sicherheitshinweise
Organobleiverbindungen, wie Diphenylbleidichlorid, sind giftig und können aufgrund ihrer Lipophilie leicht über die Haut oder die Lunge in den menschlichen Körper gelangen.